# Офунато
О́фунато (яп. 大船渡市 О:фунато-си) — город в Японии, находящийся в префектуре Иватэ. Площадь города составляет 323,30 км², население — 38 395 человек (1 августа 2014), плотность населения — 118,76 чел./км².

## Географическое положение
Город расположен на острове Хонсю в префектуре Иватэ региона Тохоку. С ним граничат города Рикудзентаката, Камаиси и посёлок Сумита.

## Население
| Год  | Численность | Численность |
| ---- | ----------- | ----------- |
| 1980 | 50 132      | [ 5 ]       |
| 1985 | 49 041      | [ 5 ]       |
| 1990 | 47 219      | [ 5 ]       |
| 1995 | 46 277      | [ 5 ]       |
| 2000 | 45 160      | [ 5 ]       |
| 2005 | 43 331      | [ 5 ]       |
| 2010 | 40 737      | [ 6 ]       |
| 2015 | 38 058      | [ 6 ]       |
| 2021 | 34 558      | [ 7 ]       |

Население города составляет 38 395 человек (1 августа 2014), а плотность — 118,76 чел./км².

## Символика
Деревом города считается сосна, цветком — камелия, птицей — Чернохвостая чайка.